# Psilocybe barrerae
Psilocybe barrerae es una especie de hongo de la familia Hymenogastraceae del orden de los Agaricales. Es comúnmente conocida como “Santito”, está considerada dentro de la sección Zapotecorum Guzmán, por lo que seguramente presenta propiedades neurotrópicas. Etimológicamente: Psilocybe viene del gr. psilós que significa liso, desnudo, calvo, y kýbe que significa cabeza, píleo, es decir significa “por carecer de ornamentación en el píleo” (aunque no sucede así en todas las especies del género).

## Clasificación y descripción
Macroscópicamente tiene: Píleo de hasta 5.5 cm de diámetro, cónico, subcónico a subcampanulado y umbonado, finalmente convexo, mamelonado o no, liso, glabro, estriado en el margen, higrófano, de color café amarillento, o grisáceo pardusco, más obscuro en el centro; se decolora a beige pálido; en seco es pardusco con manchas negruzcas. Láminas subadnadas y sinuadas, amarillo grisáceas a café-chocolate grisáceas, con los bordes blanquecinos. Estípite de 7-11 x 0.4-1 cm, cilíndrico, a veces subbulboso, blanquecino; seco de color café rojizo muy obscuro, hueco, cubierto de escamillas flocosas y blancas hacia abajo del anillo. Velo blanco, aracnoide, formando un pseudoanillo subflocoso en algunos ejemplares. Contexto blanquecino a beige. Olor y sabor farinosos. El basidioma, excepto las láminas, se mancha intensamente de azul-verdoso a negro azuloso. Al aplicar KOH (Hidróxido de potasio) mancha de amarillo anaranjado todas las partes, excepto las láminas.
Microscópicamente tiene: Esporas de (6-)7-7.5(-8)(-9) x 3.5-4.5(-5) µm, elípticas o elipsoide-oblongas, tanto frontalmente como de perfil, pared delgada, café amarillento, con ancho poro germinal y un corto apéndice hilar. Basidios de 21-27 x 4-6.5 µm, tetraspóricos, hialinos, cilíndrico-vesiculosos, frecuentemente con una constricción central, y con esterigmas de hasta 8 µm de longitud. Pleurocistidios de (26-)28-38(-40)(-48) x (6-)7-10(-11)(-12) µm, hialinos, abundantes, muy versiformes, ventricosos o ventricoso-rostrados, con el ápice corto o largo, a veces irregularmente digitados, con protuberancias subapicales. Queilocistidios de (16-)17-29(-32) x 4.5-9(-10) µm, hialinos, versiformes, ventricosos o ventricoso-rostrados, con un cuello corto, a veces submoniliformes o irregulares, abundantes en especímenes jóvenes, escasos en los adultos. Subhimenio subcelular, con elementos de 3-5 µm de ancho, hialinos, con las paredes irregularmente incrustadas de pigmento amarillento. Trama himenial regular, con hifas de 2-11 µm de ancho y algunas infladas de hasta 14 µm de ancho, hialinas o con las paredes irregularmente incrustadas de pigmento amarillento. Película de píleo subgelatinizada, con hifas hialinas, postradas, de 1.5-3 µm de grosor. Hipodermio con hifas de 3-8 µm de ancho, hialinas o de color café pálido. Fíbulas comunes.

## Distribución
Se ha citado en México en los Estados de Guerrero, Hidalgo, Morelos y Veracruz.

## Ambiente terrestre
Se puede encontrar solitario, gregario o cespitoso, en suelo lodoso, desnudo o cubierto parcialmente con pasto o musgo, dentro o fuera del bosque de pino-encino, pino o mesófilo de montaña con pinos.

## Estado de conservación
No está enlistada en la NOM-059 y tampoco evaluada en la UICN. Se conoce muy poco de la biología y hábitos de los hongos, por eso la mayoría de ellos no se han evaluado para conocer su estatus de riesgo (Norma Oficial Mexicana 059).